# Hôn mê

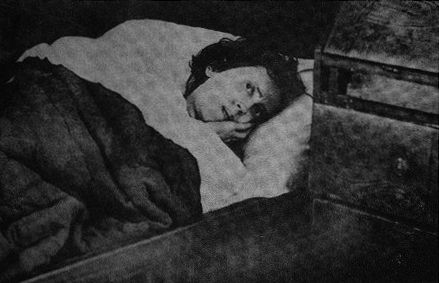
Karolina Olsson, người có khoảng thời gian hôn mê lâu nhất

Trong y khoa, hôn mê là trạng thái bất tỉnh kéo dài mà người đó không thể được đánh thức, không thể phản ứng một cách bình thường đối với các kích thích đau, ánh sáng hay âm thanh, mất đi chu kỳ thức-ngủ bình thường và không thể chủ động hành vi. Tuy nhiên, theo thang đo hôn mê Glasgow, một người đang mơ hồ được coi là hôn mê mức nhẹ nhất.
Hôn mê có nhiều nguyên nhân bao gồm trúng độc (như lạm dụng, dùng quá liều hoặc sai toa thuốc hoặc chất), trao đổi chất bất bình thường, bệnh ở hệ thần kinh trung ương, tổn thương thần kinh cấp tính như tai biến mạch máu não, thiếu oxy máu, hạ đường huyết, giảm thân nhiệt hoặc những chấn thương như tổn thương đầu do ngã hoặc tai nạn giao thông. Người ta cũng chủ động làm hôn mê bằng các tác nhân dược để duy trì chức năng não bộ sau chấn thương hoặc tránh những cơn đau dữ dội khi điều trị chấn thương hoặc bệnh tật.
Để một người tỉnh táo, hai bộ phận thần kinh quan trọng phải hoạt động hoàn hảo. Một bộ phận là vỏ não là phần chất xám bao phủ lớp ngoài của não bộ. Bộ phận thứ hai là cấu trúc ở cuống não được gọi là hệ lưới hoạt hóa (reticular activating system, RAS hay ARAS). Tổn thương một trong hai bộ phận này sẽ dẫn tới hôn mê. Vỏ não là một nhóm "chất xám" đặc và chặt chứa nhân của những nơ ron. Sợi trục của những nơ ron này là "chất trắng". Vỏ não có nhiệm vụ nhận thức vũ trụ, chuyển tiếp tín hiệu cảm giác qua đồi não và quan trọng nhất là, một cách trực tiếp hoặc gián tiếp, liên quan đến tất cả chức năng thần kinh từ những phản xạ đơn giản đến những suy nghĩ phức tạp.
Đa phần, các tình trạng hôn mê khi tỉnh lại vẫn giữ được ngoại hình độ tuổi như lúc trước khi hôn mê và không hề già đi. Những nhà nghiên cứu Mỹ đã và đang điều tra về điều này,và thấy được, con người khi hôn mê cơ thể sẽ lâm vào quá trình ngủ đông, các mô tế bào, hoocmon hay thậm chí các bộ phận trong cơ thể đều ngừng hoạt động. Chỉ còn não bộ, tim, phổi, cơ quan bài tiết của bệnh nhân vẫn hoạt động bình thường để giữ cơ thể "vẫn sống"

## Tiên lượng
Hôn mê có thể kéo dài từ nhiều ngày đến nhiều tuần, trong nhiều trường hợp nặng có thể kéo dài hơn 5 tuần, cũng có vài trường hợp kéo dài nhiều năm. Vài bệnh nhân dần dần tỉnh dậy, vài bệnh nhân tiến triển sang trạng thái sống thực vật, số khác thì chết. Vài bệnh nhân sau khi trở thành sống thực vật lại lấy lại được sự nhận thức nhất định. Nhiều trường hợp sống thực vật nhiều năm hoặc nhiều thập kỷ, trường hợp kéo dài nhất là 37 năm.
Tiến triển của hôn mê hoặc đời sống thực vật tùy thuộc vào nguyên nhân, vị trí, độ nặng và độ lớn của tổn thương thần kinh. Một trường hợp hôn mê nặng không có nghĩa là có ít cơ hội hồi phục vì vài người từng hồi phục tốt sau hôn mê nặng những cũng có người khó hồi phục sau hôn mê ở mức độ ít hơn.

## Thời gian
Mỗi người khi bị hôn mê sẽ mất đi ý thức, nhẹ nhất có thể là 1 tiếng hoặc nặng có thể vài năm. Để 1 người thoát khỏi trạng thái hôn mê, cần đảm bảo:
- Oxy (Để sinh ra năng lượng ATP và trao đổi chất). Sự trao đổi chất sẽ giúp hệ thần kinh khôi phục lại chức năng hoạt động.
- Các chất trong máu như ethanol (rượu, bia...), đường huyết, chất độc,... phải được ổn định và chất độc phải được thải ra khỏi cơ thể. Đặc biệt là methanol có thể gây chết nếu nồng độ trong máu quá cao, khi các chất được ổn định, hệ thần kinh sẽ từng bước khôi phục